# Джефферсон-Дейвис (округ)
Округ Дже́фферсон-Де́йвис (англ. Jefferson Davis County) — округ штата Миссисипи, США. Население округа на 2000 год составляло 13 962 человек. Административный центр округа — город Прентисс.

## История
Округ Джефферсон-Дейвис основан в 1906 году.

## География
Округ занимает площадь 1056,7 км².

## Демография
Согласно переписи населения 2000 года, в округе Джефферсон-Дейвис проживало 13 962 человек (данные Бюро переписи населения США). Плотность населения составляла 13,2 человек на квадратный километр.